# Sukhumbhand Paribatra

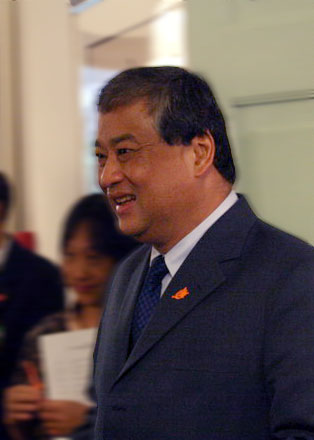
Sukhumbhand Paribatra bei einem Seminar zum Klimawandel (2009)

Mom Rajawongse Sukhumbhand Paribatra (Thai: ม.ร.ว.สุขุมพันธุ์ บริพัตร, RTGS: Sukhumphan Boriphat, Aussprache: [sùʔkʰǔmpʰan bɔːríʔphát]; * 22. September 1952 in Bangkok) ist ein thailändischer Politiker der Demokratischen Partei. Von 2009 bis 2016 war er Gouverneur von Bangkok.

## Familie
Sukhumbhand wurde als Sohn des Prinzen Sukhumbhinanda und dessen Ehefrau Mom Dusadee Na Thalang geboren. Prinz Sukhumbhinanda war wiederum ein Sohn von Prinz Paribatra Sukhumbandh von Nakhon Sawan, der ein Sohn von König Chulalongkorn (Rama V.) und zwischen 1926 und dem Ende der absoluten Monarchie 1932 ein wichtiger Minister in der königlichen Regierung war. Sukhumbhands niederer Adelstitel Mom Rajawongse zeigt seine entfernte königliche Abstammung an. Sukhumbhand ist ein Neffe 2. Grades des verstorbenen Königs Bhumibol Adulyadej (Rama IX.).

## Ausbildung und wissenschaftliche Karriere
Von 1963 bis 1970 besuchte Sukhumbhand die englischen Privatschulen Cheam School (Hampshire) und Rugby School (Warwickshire). Am Pembroke College der Universität Oxford schloss er den Studiengang Philosophie, Politik und Ökonomie 1977 mit einem Bachelor ab. Er schloss ein postgraduales Studium der internationalen Beziehungen an der Georgetown University in Washington, D.C. an, das er mit einem Mastertitel abschloss.
1980 bis 1996 lehrte er als Dozent der Politikwissenschaft an der Chulalongkorn-Universität in Bangkok. Von 1987 bis 1993 war er dort auch Direktor des Instituts für Sicherheits- und Internationale Studien. Er veröffentlichte insbesondere über Thailands Außen- und Sicherheitspolitik und regionale Sicherheitsfragen in Südostasien. 1986 bis 1988 und 1989 bis 1991 fungierte er als Berater des auswärtigen Ausschusses des thailändischen Repräsentantenhauses, 1988 bis 1989 als politischer Berater des Ministerpräsidenten Chatichai Choonhavan. 1992 bis 1993 leitete er den Beraterausschuss für Außenhandel des Handelsministeriums. Sukhumbhand war Mitglied des internationalen Rats der Asia Society und des International Institute for Strategic Studies (IISS). 2005 erhielt er von der Maejo-Universität in Chiang Mai einen Ehrendoktortitel.

## Politische Karriere
Sukhumbhand war 1994 Gründungsmitglied der Nam-Thai-Partei, der mehrere hochrangige Verwaltungs- und Wirtschaftsfachleute angehörten, die aber bei Wahlen ohne größere Erfolge blieb. 1996 wechselte er zur Demokratischen Partei, für die er im selben Jahr ins Repräsentantenhaus gewählt wurde, wo er einen der Bangkoker Wahlkreise vertrat. Von November 1997 bis Februar 2001 war er stellvertretender Außenminister in der Regierung Chuan Leekpais. 2002 bis 2004 stand er dem Council of Asian Liberals and Democrats (CALD) vor, einer Regionalorganisation der Liberalen Internationale. 2005 bis 2006 war er stellvertretender Vorsitzender des auswärtigen Ausschusses des Repräsentantenhauses.
Bei der Wahl am 11. Januar 2009 wurde er mit einer Mehrheit von 45 % zum 15. Regierungschef der Hauptstadt Bangkok gewählt, die unter Thailands Provinzen einen Sonderstatus hat, der ihr einen höheren Grad an Selbstverwaltung einräumt. Nach vier Jahren im Amt wurde er bei der Gouverneurswahl am 3. März 2013 wiedergewählt. Die Wahlkommission suspendierte Sukhumbhand aber für fünf Monate, weil einer seiner Mitarbeiter den Gegenkandidaten während des Wahlkampfs verunglimpft haben soll. Das Berufungsgericht sprach Sukhumbhand jedoch frei und er konnte sein Amt wieder antreten.
Seit Ende 2015 wurden wiederholt Korruptionsvorwürfe gegen die von Sukhumbhand geleitete Selbstverwaltungsbehörde Bangkoks geäußert: Sie soll überteuert bzw. unnötigerweise Musikinstrumente, eine Festbeleuchtung zu Neujahr und 20 kleinere Feuerwehrwagen angeschafft haben. Zudem werden dem Gouverneur Unregelmäßigkeiten bei der Ausschreibung von Renovierungsarbeiten in seinem Büro vorgeworfen. Am 25. August 2016 wurde er vom Premierminister und Juntaführer Prayut Chan-o-cha auf Grundlage von dessen Sondervollmachten (Artikel 44 der Übergangsverfassung) auf unbestimmte Zeit suspendiert. Am 18. Oktober verfügte Prayut seine endgültige Amtsenthebung, mit der Begründung, dass Sukhumbhand in mehrere Rechtsfälle verwickelt sei. Zu seinem Nachfolger wurde Polizeigeneral Aswin Kwanmuang ernannt.